# AVP Tour
AVP Tour är en en tävlingsserie i beachvolley i USA. Serien har funnits sedan 1984 (på herrsidan, sedan 1993 på damsidan). Serien innehåller tävlingar på olika nivåer. Den har gått i konkurs två gånger (1998 och 2010) och genomgått flera ägarbyten (ursprungligen var Association of Volleyball Professionals en fackförening för spelare).

## Utmärkelser
Vid slutet av året hålls AVP Awards Banquet där ett antal utmärkelser delas ut baserat på spelarnas statistiska resultat under året, röstning bland spelarena och rankingpoäng som lagen vunnit.

### Damer
| Bästa blockare | Bästa blockare       |
| Tour           | Player               |
| -------------- | -------------------- |
| 2002           | Elaine Youngs        |
| 2003           | —                    |
| 2004           | —                    |
| 2005           | —                    |
| 2006           | —                    |
| 2007           | —                    |
| 2008           | Kerri Walsh Jennings |
| 2009           | Lisa Fitzgerald      |
| 2013           | Jennifer Fopma       |
| 2014           | Lauren Fendrick      |
| 2015           | Jenny Kropp          |
| 2016           | Lauren Fendrick      |
| 2017           | Lauren Fendrick      |
| 2018           | Alix Klineman        |
| 2019           | Alix Klineman        |
| 2022           | Brandie Wilkerson    |
| 2023           | Brandie Wilkerson    |

| Bästa servare | Bästa servare |
| Tour          | Player        |
| ------------- | ------------- |
| 2002          | Annett Davis  |
| 2003          | —             |
| 2004          | —             |
| 2005          | —             |
| 2006          | —             |
| 2007          | —             |
| 2008          | —             |
| 2009          | —             |
| 2013          | April Ross    |
| 2014          | April Ross    |
| 2015          | April Ross    |
| 2016          | April Ross    |
| 2017          | April Ross    |
| 2018          | Geena Urango  |
| 2019          | Betsi Flint   |
| 2022          | Betsi Flint   |
| 2023          | Betsi Flint   |

| Bästa försvarare | Bästa försvarare       |
| Tour             | Player                 |
| ---------------- | ---------------------- |
| 2002             | Holly McPeak           |
| 2003             | Holly McPeak           |
| 2004             | Holly McPeak           |
| 2005             | Rachel Wacholder       |
| 2006             | Misty May-Treanor      |
| 2007             | Misty May-Treanor      |
| 2008             | Misty May-Treanor      |
| 2009             | Brooke Niles           |
| 2013             | Brooke Sweat           |
| 2014             | Brooke Sweat           |
| 2015             | Kendra VanZwieten      |
| 2016             | Brooke Sweat           |
| 2017             | Brooke Sweat           |
| 2018             | Sara Hughes            |
| 2019             | Melissa Humana-Paredes |
| 2022             | Sarah Sponcil          |
| 2023             | Kristen Nuss           |

| Bästa offensiva spelare | Bästa offensiva spelare |
| Tour                    | Player                  |
| ----------------------- | ----------------------- |
| 2002                    | Elaine Youngs           |
| 2003                    | Kerri Walsh Jennings    |
| 2004                    | Misty May-Treanor       |
| 2005                    | Misty May-Treanor       |
| 2006                    | Misty May-Treanor       |
| 2007                    | Misty May-Treanor       |
| 2008                    | Misty May-Treanor       |
| 2009                    | Nicole Branagh          |
| 2013                    | April Ross              |
| 2014                    | Kerri Walsh Jennings    |
| 2015                    | Nicole Branagh          |
| 2016                    | Whitney Pavlik          |
| 2017                    | April Ross              |
| 2018                    | April Ross              |
| 2019                    | April Ross              |
| 2022                    | Kelly Cheng             |
| 2023                    | Kelly Cheng             |

| Mest förbättrade spelare | Mest förbättrade spelare                   |
| Tour                     | Player                                     |
| ------------------------ | ------------------------------------------ |
| 2002                     | Jenny Pavley                               |
| 2003                     | Nancy Reynolds                             |
| 2004                     | Jennifer Kessy                             |
| 2005                     | Rachel Wacholder                           |
| 2006                     | Nicole Branagh                             |
| 2007                     | April Ross                                 |
| 2008                     | Nicole Branagh                             |
| 2009                     | Priscilla Piantadosi-Lima, Lisa Fitzgerald |
| 2013                     | Emily Day                                  |
| 2014                     | Kim DiCello                                |
| 2015                     | Kendra VanZwieten                          |
| 2016                     | Geena Urango                               |
| 2017                     | Caitlin Ledoux                             |
| 2018                     | Alix Klineman                              |
| 2019                     | Jace Pardon                                |
| 2022                     | Terese Cannon                              |
| 2023                     | Julia Scoles                               |

| Newcomer of the Year | Newcomer of the Year   |
| Tour                 | Player                 |
| -------------------- | ---------------------- |
| 2002                 | —                      |
| 2003                 | —                      |
| 2004                 | —                      |
| 2005                 | —                      |
| 2006                 | —                      |
| 2007                 | —                      |
| 2008                 | —                      |
| 2009                 | —                      |
| 2013                 | Lane Carico            |
| 2014                 | Amanda Dowdy           |
| 2015                 | Betsi Flint            |
| 2016                 | Kelly Reeves           |
| 2017                 | Maria Clara Salgado    |
| 2018                 | —                      |
| 2019                 | Melissa Humana-Paredes |

| Mest värdefulla spelare | Mest värdefulla spelare |
| Tour                    | Player                  |
| ----------------------- | ----------------------- |
| 2002                    | Elaine Youngs           |
| 2003                    | Kerri Walsh Jennings    |
| 2004                    | Kerri Walsh Jennings    |
| 2005                    | Misty May-Treanor       |
| 2006                    | Misty May-Treanor       |
| 2007                    | Misty May-Treanor       |
| 2008                    | Misty May-Treanor       |
| 2009                    | Nicole Branagh          |
| 2013                    | April Ross              |
| 2014                    | April Ross              |
| 2015                    | April Ross              |
| 2016                    | April Ross              |
| 2017                    | April Ross              |
| 2018                    | April Ross              |
| 2019                    | April Ross              |
| 2022                    | Kelly Cheng             |
| 2023                    | Kristen Nuss            |

| Rookie of the Year | Rookie of the Year    |
| Tour               | Player                |
| ------------------ | --------------------- |
| 2002               | Angie Akers           |
| 2003               | Jaimie Lee            |
| 2004               | Tammy Leibl           |
| 2005               | Nicole Branagh        |
| 2006               | Logan Tom, April Ross |
| 2007               | Jenny Kropp           |
| 2008               | Whitney Pavlik        |
| 2009               | Raquel Ferreira       |
| 2013               | —                     |
| 2014               | —                     |
| 2015               | —                     |
| 2016               | —                     |
| 2017               | Alix Klineman         |
| 2018               | Brittany Howard       |
| 2019               | Sarah Schermerhorn    |
| 2022               | Julia Scoles          |
| 2023               | Megan J. Rice         |

| Årets lag | Årets lag                                |
| Tour      | Team                                     |
| --------- | ---------------------------------------- |
| 2002      | i.u.                                     |
| 2003      | Misty May-Treanor / Kerri Walsh Jennings |
| 2004      | Misty May-Treanor / Kerri Walsh Jennings |
| 2005      | Misty May-Treanor / Kerri Walsh Jennings |
| 2006      | Misty May-Treanor / Kerri Walsh Jennings |
| 2007      | Misty May-Treanor / Kerri Walsh Jennings |
| 2008      | Misty May-Treanor / Kerri Walsh Jennings |
| 2009      | Nicole Branagh / Elaine Youngs           |
| 2013      | April Ross / Jennifer Kessy              |
| 2014      | April Ross / Kerri Walsh Jennings        |
| 2015      | Jenny Kropp / Nicole Branagh             |
| 2016      | April Ross / Kerri Walsh Jennings        |
| 2017      | Emily Day / Brittany Hochevar            |
| 2018      | April Ross / Alix Klineman               |
| 2019      | April Ross / Alix Klineman               |
| 2022      | Kristen Nuss/Taren Kloth                 |
| 2023      | Kristen Nuss/Taren Kloth                 |

### Herrar
| Bästa blockare | Bästa blockare  |
| Tour           | Player          |
| -------------- | --------------- |
| 2002           | Mike Whitmarsh  |
| 2003           | —               |
| 2004           | —               |
| 2005           | —               |
| 2006           | —               |
| 2007           | —               |
| 2008           | Phil Dalhausser |
| 2009           | Phil Dalhausser |
| 2013           | Theo Brunner    |
| 2014           | Theo Brunner    |
| 2015           | Phil Dalhausser |
| 2016           | Phil Dalhausser |
| 2017           | Phil Dalhausser |
| 2018           | Phil Dalhausser |
| 2019           | Phil Dalhausser |
| 2022           | Theo Brunner    |
| 2023           | Andy Banesh     |

| Bästa servare | Bästa servare   |
| Tour          | Player          |
| ------------- | --------------- |
| 2002          | Sean Rosenthal  |
| 2003          | —               |
| 2004          | —               |
| 2005          | —               |
| 2006          | —               |
| 2007          | —               |
| 2008          | —               |
| 2009          | —               |
| 2013          | Andrei Belov    |
| 2014          | Brad Keenan     |
| 2015          | Robbie Page     |
| 2016          | Jeremy Casebeer |
| 2017          | Phil Dalhausser |
| 2018          | Jeremy Casebeer |
| 2019          | Jeremy Casebeer |
| 2022          | Taylor Sander   |
| 2023          | Taylor Sander   |

| Bästa försvarare | Bästa försvarare            |
| Tour             | Player                      |
| ---------------- | --------------------------- |
| 2002             | Karch Kiraly                |
| 2003             | Casey Jennings              |
| 2004             | Todd Rogers                 |
| 2005             | Todd Rogers                 |
| 2006             | Todd Rogers                 |
| 2007             | Todd Rogers, Sean Rosenthal |
| 2008             | Nick Lucena, Todd Rogers    |
| 2009             | John Hyden                  |
| 2013             | John Hyden                  |
| 2014             | Nick Lucena                 |
| 2015             | John Mayer                  |
| 2016             | Taylor Crabb                |
| 2017             | Taylor Crabb                |
| 2018             | Taylor Crabb                |
| 2019             | Taylor Crabb                |
| 2022             | Taylor Crabb                |
| 2023             | Taylor Crabb                |

| Bästa offensiva spelare | Bästa offensiva spelare |
| Tour                    | Player                  |
| ----------------------- | ----------------------- |
| 2002                    | Mike Lambert            |
| 2003                    | Dain Blanton            |
| 2004                    | Mike Lambert            |
| 2005                    | Phil Dalhausser         |
| 2006                    | Phil Dalhausser         |
| 2007                    | Phil Dalhausser         |
| 2008                    | Phil Dalhausser         |
| 2009                    | Phil Dalhausser         |
| 2013                    | Casey Patterson         |
| 2014                    | Tri Bourne              |
| 2015                    | Ryan Doherty            |
| 2016                    | Phil Dalhausser         |
| 2017                    | Phil Dalhausser         |
| 2018                    | Phil Dalhausser         |
| 2019                    | Phil Dalhausser         |
| 2022                    | Miles Partain           |
| 2023                    | Miles Partain           |

| Mest förbättrade spelare | Mest förbättrade spelare |
| Tour                     | Player                   |
| ------------------------ | ------------------------ |
| 2002                     | Casey Jennings           |
| 2003                     | Casey Jennings           |
| 2004                     | Jake Gibb                |
| 2005                     | Sean Scott               |
| 2006                     | Phil Dalhausser          |
| 2007                     | Brad Keenan              |
| 2008                     | Nick Lucena              |
| 2009                     | John Mayer               |
| 2013                     | Tri Bourne               |
| 2014                     | Jeremy Casebeer          |
| 2015                     | Billy Kolinske           |
| 2016                     | —                        |
| 2017                     | Stafford Slick           |
| 2018                     | Ed Ratledge              |
| 2019                     | Chase Budinger           |
| 2022                     | Miles Partain            |
| 2023                     | Andy Banesh              |

| Newcomer of the Year | Newcomer of the Year |
| Tour                 | Player               |
| -------------------- | -------------------- |
| 2002                 | —                    |
| 2003                 | —                    |
| 2004                 | —                    |
| 2005                 | —                    |
| 2006                 | —                    |
| 2007                 | —                    |
| 2008                 | —                    |
| 2009                 | —                    |
| 2013                 | Tri Bourne           |
| 2014                 | Trevor Crabb         |
| 2015                 | Taylor Crabb         |
| 2016                 | Chase Frishman       |
| 2017                 | Ricardo Santos       |
| 2018                 | —                    |
| 2019                 | David Lee            |

| Mest värdefulla spelare | Mest värdefulla spelare |
| Tour                    | Player                  |
| ----------------------- | ----------------------- |
| 2002                    | Eric Fonoimoana         |
| 2003                    | Jeff Nygaard            |
| 2004                    | Mike Lambert            |
| 2005                    | Jake Gibb               |
| 2006                    | Todd Rogers             |
| 2007                    | Phil Dalhausser         |
| 2008                    | Phil Dalhausser         |
| 2009                    | Phil Dalhausser         |
| 2013                    | Jake Gibb               |
| 2014                    | Jake Gibb               |
| 2015                    | John Mayer              |
| 2016                    | —                       |
| 2017                    | Phil Dalhausser         |
| 2018                    | Taylor Crabb            |
| 2019                    | Taylor Crabb            |
| 2022                    | Tri Bourne              |
| 2023                    | Miles Partain           |

| Rookie of the Year | Rookie of the Year |
| Tour               | Player             |
| ------------------ | ------------------ |
| 2002               | Mike Lambert       |
| 2003               | Matt Fuerbringer   |
| 2004               | George Roumain     |
| 2005               | Hans Stolfus       |
| 2006               | Brad Keenan        |
| 2007               | Bill Strickland    |
| 2008               | Pedro Brazao       |
| 2009               | Jonathan Acosta    |
| 2013               | —                  |
| 2014               | —                  |
| 2015               | —                  |
| 2016               | —                  |
| 2017               | Eric Zaun          |
| 2018               | Chase Budinger     |
| 2019               | Miles Partain      |
| 2022               | Taylor Sander      |
| 2023               | Djordje Klasnic    |

| Årets lag | Årets lag                     |
| Tour      | Team                          |
| --------- | ----------------------------- |
| 2002      | —                             |
| 2003      | Jeff Nygaard / Dain Blanton   |
| 2004      | Karch Kiraly / Mike Lambert   |
| 2005      | Jake Gibb / Stein Metzger     |
| 2006      | Stein Metzger / Mike Lambert  |
| 2007      | Phil Dalhausser / Todd Rogers |
| 2008      | Phil Dalhausser / Todd Rogers |
| 2009      | Phil Dalhausser / Todd Rogers |
| 2013      | Casey Patterson / Jake Gibb   |
| 2014      | Casey Patterson / Jake Gibb   |
| 2015      | Tri Bourne / John Hyden       |
| 2016      | Casey Patterson / Jake Gibb   |
| 2017      | Phil Dalhausser / Nick Lucena |
| 2018      | Jake Gibb / Taylor Crabb      |
| 2019      | Jake Gibb / Taylor Crabb      |
| 2022      | Tri Bourne / Trevor Crabb     |
| 2023      | Miles Partain / Andy Benesh   |